# Катастрофа Ли-2 под Ульяновском
Катастрофа Ли-2 под Ульяновском — авиационная катастрофа самолёта Ли-2 компании Аэрофлот, произошедшая в пятницу 29 марта 1957 года в районе Ульяновска, при этом погибли 4 человека.

## Самолёт
Ли-2 с заводским номером 23442802 и серийным 428-02 был выпущен Ташкентским авиационным заводом 6 сентября 1952 года. Авиалайнер получил бортовой номер СССР-Л4967 и был передан Главному управлению гражданского воздушного флота, которое в свою очередь направило его в Приволжское территориальное управление гражданского воздушного флота. Общая наработка самолёта составляла 6692 часа.

## Экипаж
- Командир воздушного судна — Семёнов Юрий Федорович
- Второй пилот — Ткаченко Иван Иванович
- Штурман — Зверьков Владимир Иванович
- Бортрадист — Егоров Михаил Михайлович

## Катастрофа
Экипажу предстоял полёт, в ходе которого требовалось выполнить на самолёте Ли-2 барражирование над Ульяновским автомобильным заводом, а самолёт в это время должны были фотографировать с земли. В 11:35 Ли-2 вылетел из Куйбышева и в 12:05 на высоте 1500 метров вышел в зону аэропорта Баратаевка (Ульяновск). Руководитель полётов дал указание экипажу набирать высоту 3000 метров и приступать к выполнению задания, при этом не удаляясь от автозавода далее, чем на 10 километров. В 12:23 с самолёта было доложено о наборе высоты 3000 метров и начале выполнения задания. В Ульяновске в это время стояла хорошая погода, дымка, видимость 5 километров, болтанка не наблюдалась. Всего в период с 12:05 до 14:06 борт Л4967 пять раз выходил на связь с диспетчерской вышкой аэропорта и три раза с Куйбышевским районным диспетчерским центром и во всех случаях экипаж докладывал, что задание выполняется в нормальном режиме. С земли также не наблюдали каких-либо резких манёвров. Когда же задание было закончено, то в 14:05 с самолёта запросили разрешение выполнить посадку в Ульяновском аэропорту, чтобы заправиться и переночевать. Однако посадка в аэропорту была запрещена, получение информации о чём экипаж подтвердил. Так как из-за дымки самолёт было плохо видно, то в 14:15 его фотографирование с земли прекратили. Затем в 14:25—14:30 в Ульяновский аэропорт по телефону позвонил диспетчер Ульяновского автозавода, который передал, что самолёт больше не требуется. Узнав об этом, руководитель полётов попытался вызвать экипаж, но тот не отвечал. В результате поисков, на следующий день обломки самолёта были обнаружены на заснеженном поле в 20 километрах от аэропорта Баратаевка.
Следуя по маршруту барражирования, Ли-2 находился в районе выполнения стандартного разворота, когда неожиданно отделились левая плоскость крыла, правая консольная часть стабилизатора, а также рули высоты и верхняя часть руля направления. Авиалайнер устремился вниз и в 14:33—14:34 (время было определено по обнаруженным на месте падения часам) врезался в землю, при этом полностью разрушившись, а весь экипаж (4 человека) погиб. В 560 метрах от него упала левая плоскость с частью центроплана. В 250 метрах от плоскости лежала часть руля поворота, а в 120—150 метрах — часть руля высоты.

## Расследование
Как показали результаты исследований ГОС НИИ ГВФ, во время полёта разрушилась конструкция левой части центроплана, при этом разрушение произошло между первым и третьим лонжеронами по десятой нервюре, после чего отделилась левая плоскость. Следов усталостных трещин в месте излома найдено не было, то есть разрыв и излом конструкции были свежими. Фактически левую плоскость оторвало из-за перегрузки выше критического. Что до отделившихся частей хвостового оперения, то на них комиссия обнаружила глубокие вмятины, из чего был сделан вывод, что их оторвало при ударе посторонним предметом. Как показали испытания ГОС НИИ ГВФ, этим предметом была отделившаяся левая плоскость.
Точно установить причину появления катастрофической перегрузки комиссия не смогла. Есть вероятность, что в тот момент самолёт пилотировался малоопытным вторым пилотом Ткаченко, а командир Семёнов его не контролировал. Тогда при выполнении стандартного разворота Ткаченко из-за ошибки в пилотировании мог допустить потерю скорости, в результате чего авиалайнер перешёл в пикирование. В попытке выйти из неё, штурвал был резко взят «на себя», что и привело к созданию перегрузки, разрушившей самолёт.

### Комментарии
1. ↑  Здесь и далее указано Московское время (UTC+03:00).